# Waimarama
Waimarama – miasto w Nowej Zelandii, na Wyspie Północnej, w regionie Hawke’s Bay.